# All the Feels
All the Feels je čtvrté studiové album americké hudební skupiny Fitz and the Tantrums. Vydalo jej v září roku 2019 vydavatelství Elektra Records. První singl „123456“ vyšel již v březnu 2019. Další píseň nazvaná „Don't Ever Let 'Em“ byla zveřejněna o měsíc později. Počátkem května vyšla třetí píseň „I Need Help!“ Čtvrtá píseň z desky „All the Feels“ byla uvedena koncem června, kdy byly zároveň zveřejněny detaily o připravovaném albu.

## Seznam skladeb
1. All the Feels
2. 123456
3. I Just Wanna Shine
4. Ain't Nobody But Me
5. I Need Help!
6. Don't Ever Let Em
7. Basement
8. OCD
9. Supermagik
10. Stop
11. Dark Days
12. Hands Up
13. Maybe Yes
14. Ready Or Not

## Obsazení
- Michael Fitzpatrick
- Noelle Scaggs
- James King
- Joseph Karnes
- Jeremy Ruzumna
- John Wicks

a další